# The Racket
The Racket er en amerikansk krimifilm fra 1928. Filmen er instrueret af Lewis Milestone, og de medvirkende skuespillere er Thomas Meighan, Marie Prevost, Louis Wolheim, og George E. Stone. På grund af filmens portrættering af en korrupt politibetjent, blev filmen bandlyst i Chicago. Filmen var blandt de tre eneste film der var nomineret til Oscar for bedste filmproduktion ved den første oscaruddeling i 1929.

## Medvirkende
- Thomas Meighan som Captain James McQuigg
- Louis Wolheim som Nick Scarsi
- Lucien Prival som Chick
- Marie Prevost som Helen Hayes
- G. Pat Collins som Patrolman Johnson (krediteret som Pat Collins)
- Henry Sedley som Spike Corcoran
- George E. Stone som Joe Scarsi (krediteret som  George Stone)
- Sam De Grasse som District Attorney Welch (krediteret som  Sam DeGrasse)
- Richard "Skeets" Gallagher som Miller (krediteret som  Skeets Gallagher)
- Lee Moran som Pratt
- John Darrow som Dave Ames - Cub Reporter

## Eksterne Henvisninger
- The Racket på silentera.com
- The Racket på Internet Movie Database (engelsk)
- The Racket på MovieMeter (nederlandsk)
- The Racket på AllMovie (engelsk)
- The Rackets profil hos Encyclopædia Britannica Online (engelsk)
- The Racket på Turner Classic Movies (engelsk)
- The Racket på The Movie Database (engelsk)
- The Racket på Rotten Tomatoes (engelsk)
- The Racket på Filmaffinity (engelsk)